# 恰巴諾韋 (盧甘斯克州)
49°43′33″N 38°41′18″E / 49.72583°N 38.68833°E
恰巴諾韋（烏克蘭語：Чабанове）是位於烏克蘭東部的村莊，由盧甘斯克州斯瓦托韋區的比洛庫拉基內市鎮負責管轄。該村始建於1914年，面積0.96平方公里，海拔高度135米，2001年人口74，人口密度每平方公里77.1人。